# Abadía de Arbas
La Abadía de Arbas es una comarca tradicional de la provincia de León en España. Está formada por el actual ayuntamiento de Villamanín y una localidad del concejo de Lena, en el Principado de Asturias. 
En la comarca de Abadía de Arbas, el paisaje es el típico de un valle de la montaña de León, situada en los cauces del río Bernesga, arroyo de Camplongo, arroyo de Tonín, río Rodiezmo y río Casares.

## Poblaciones
| Casares de Arbas   |  | San Miguel del Río |
| Arbas del Puerto   |  |                    |
| Cubillas de Arbas  |  |                    |
| Pendilla de Arbas  |  |                    |
| Tonín de Arbas     |  |                    |
| Viadangos de Arbas |  |                    |
| Vegalamosa         |  |                    |

## Municipios
| Municipios | Habitantes (2013) | Superficie (km²) | Densidad (hab/km²) |
| Villamanín | 10369             | 176,25           | 6,17               |
| Total      | 10369             | 176,25           | 6,17               |
| ---------- | ----------------- | ---------------- | ------------------ |